# R·J·巴瑞特
小羅溫·亞歷山大·巴瑞特（英語：Rowan Alexander Barrett Jr.，2000年6月14日—），通稱R·J·巴雷特（R. J. Barrett），生於安大略省多倫多，加拿大男子篮球运动员，現時效力NBA多倫多暴龍。曾是美國杜克大學藍魔鬼隊隊員。場上主要位置為得分後衛或小前鋒，2019年NBA選秀的探花。
巴瑞特為加拿大國家隊的成員，曾隨隊獲得2017年U19世界青年籃球錦標賽金牌，自身亦榮獲U19最有价值球员。

## 高中時期
巴瑞特是前聖若望大學著名球員羅溫·巴瑞特的兒子，從小即展現出了過人的籃球天賦。巴瑞特原先就讀於安大略省密西沙加當地的聖瑪策林中學，後來轉學至佛羅里達州蒙特沃德的籃球名校蒙特沃德學院。高一的時候巴瑞特就已經在蒙特沃德學院坐穩先發的位置，同時他也成為了校隊的得分王。在各項高中生排行榜中，巴瑞特從未跌落過前三名。2016年，巴瑞特獲邀參加喬丹牌經典賽，他在比賽中攻下22分，且送出了8次助攻，榮獲當年的經典賽最有價值球員獎。
巴瑞特在2017–18賽季帶領蒙特沃德學院取得31勝0敗的全勝戰績，高居全美第一。他在高四賽季場均能夠攻下28.7分、8.5個籃板、4.5次助攻以及1.5次抄截，他的GPA高達3.14,成绩优异，令人震惊。也成為自班·西蒙斯之後，第二位奪得開特力年度最佳球員的蒙特沃德學院球員，此外巴瑞特也囊括了許多高中個人獎項：如摩根·伍騰年度最佳球員以及奈史密斯年度最佳球員。
| 姓名 | 家鄉                                                        | 高中                                                  | 身高                 | 體重        | 承諾日         |
| --- | ----------------------------------------------------------- | ----------------------------------------------------- | -------------------- | ----------- | -------------- |
| R·J·巴瑞特 SF | 安大略省密西沙加                                            | 蒙特沃德學院（佛羅里達州） / 聖瑪策林中學（安大略省） | 6英尺7英寸（2.01米） | 200磅（91） | 2017年11月10日 |
| R·J·巴瑞特 SF | 招募星级： Scout： Rivals： 247Sports： ESPN： ESPN評分：96 |                                                       |                      |             |                |
| 總體新秀排名： Scout：1 Rivals：1 247Sports：1 ESPN：1 |                                                             |                                                       |                      |             |                |
| - 附註：許多時候，Scout、Rivals、247Sports以及ESPN在身高體重的數據可能會不同 . - 在這種情況下選擇平均值，而ESPN grades滿分為100分。 來源： - . Rivals.com. [June 30, 2018]. - . Rivals.com. [June 30, 2018]. - . 247sports.com. [June 30, 2018]. |                                                             |                                                       |                      |             |                |

## 大學時期
巴瑞特將目標縮小至五所學校：杜克大學、亞利桑那大學、奧勒岡大學、肯塔基大學以及密西根大學。2017年11月10日，巴瑞特宣布將加盟杜克大學，他在受訪時表示「K教練」迈克·沙舍夫斯基是讓他決定加盟杜克大學的最大因素。而巴瑞特的加盟使得杜克大學藍魔鬼隊一次擁有全美排名前三的高中生（另外兩位分別是錫安·威廉森與卡麥隆·瑞迪許）。
2018年11月7日，藍魔鬼隊在冠軍經典賽以118−84大勝肯塔基大學，本場比賽巴瑞特攻下33分，隊友威廉森也高效率的取得28分並抓下了7個籃板，兩人均打破了此前由馬文·貝格利三世創下的25分杜克大一新生首秀得分紀錄，33分也只比杜克大一新生的得分紀錄少1分，此前貝格利三世大一賽季期間曾單場攻下34分。2018年11月12日，藍魔鬼隊以94−72戰勝了西點軍校，全場比賽巴瑞特出場33分鐘，19投9中，三分球9投3中，一共斬獲23分、6個籃板、2次助攻以及1次抄截。

## 職業生涯

### 紐約尼克（2019–2023）

#### 2019–20 賽季
2019年6月20日，紐約尼克在2019年NBA選秀大會中以首輪第三順位選中了巴瑞特。2019年7月3日，巴瑞特與尼克隊正式簽約。
10月23日，巴瑞特首次亮相NBA，以21分、5個籃板、2次助攻和2次搶斷以111-120負於聖安東尼奧馬刺。12月17日，巴瑞特取得了職業生涯最高的27分，當中包括6個籃板、1個助攻和1個搶斷，以143-120擊敗亞特蘭大老鷹。2020年1月16日，巴瑞特在與鳳凰城太陽的比賽中腳踝扭傷摔倒。3月2日，在比賽結束前以關鍵的上籃得分將自己的職業生涯最高得分提高到27分，並以125-123擊敗休斯敦火箭的比賽，當中還得到5個籃板、5次助攻和1次搶斷
。巴瑞特在新秀賽季結束時獲得場均14.3分、5.0籃板，2.6助攻和1.0搶斷，出場時間場均30.4分鐘，共參與56場比賽，當中55場首發。巴瑞特在這個縮水賽季中，並未獲選為NBA最佳新秀陣容。
2020年12月21日，尼克隊宣布行使了巴瑞特第三年的選擇權。

#### 2020–21 賽季
2021年1月21日，尼克隊以119-104擊敗金州勇士，巴瑞特拿下28分、5次助攻和2個籃板。3月13日，尼克隊以97-119擊敗俄克拉荷马城雷霆，巴瑞特拿下職業生涯最高的32分、5個籃板和3個助攻。

#### 2021–22 賽季
2022年2月25日，巴雷特在115-100輸給邁阿密熱火的比賽中得到職業生涯最高的46分。他成為NBA史上第7位在22歲前得到3400+分、1100+籃板和550+助攻的球員，加入了凱文·加內特、特雷西·麥克格雷迪、卡梅羅·安東尼、勒布朗·詹姆斯、凱文·杜蘭特和盧卡·東契奇的行列。他也以21歲的年紀成為尼克隊最年輕的單季場均得分20分的球員。

#### 2022–23 賽季
2022年9月1日，巴雷特與尼克隊續約，簽下了一份為期四年、價值1.2億美元的合約。他是自1999年查理·沃德以來第一位與尼克隊簽下新秀合約後同意多年續約的球員。

### 多倫多暴龍（2023–至今）
2023年12月30日，尼克隊把巴瑞特和伊曼紐爾·奎克利和2024年第二輪選秀權交易至多倫多暴龍，換取OG·阿努諾比、普雷舍斯·阿丘瓦和馬拉奇·弗林。

## 國家隊生涯
巴瑞特是加拿大U-16國家隊中最年輕的成員，並獲得2015年美洲U16青年男子籃球錦標賽銀牌。在比賽中獲得14.6分，在球隊中得分領先。
在2016年U17世界青年籃球錦標賽中，場均得到18.4分、4.6個籃板和2.3次助攻，同時獲得eurobasket.com's All-World Cup U17 Second Team honours。
2017年7月，在FIBA U19籃球世界杯中對陣美國的半決賽上得到38分、13個籃板和5個助攻，帶領加拿大U-19以99-87擊敗美國。隨後，帶領加拿大獲得冠軍，在與意大利的冠軍賽中獲得18分和12個籃板，最終入選了tournament's All-Star Five和成為最有價值球員。巴瑞特場均21.6分，也是本屆比賽中的得分榜領先者。
2018年6月，首次亮相加拿大國家男子國家隊，以97-62擊敗中國隊獲得16分。

## 個人生活
巴瑞特的父親是羅恩·巴雷特（Rowan Barrett），為前加拿大國家隊籃球隊隊員。在踏上歐洲和南美職業生涯之前，曾在聖約翰大學打過籃球。Rowan Sr.是加拿大國家隊的長期成員，曾在2000年夏季奧運會中擔任隊長，後來成為加拿大國家隊的執行副總裁和總經理。
巴瑞特的母親Kesha Duhaney是紐約布魯克林人。在加拿大帝國商業銀行工作之前，為聖約翰大學的國家級短跑選手和跳遠運動員。巴雷特的父母在聖約翰大教堂時第一次見面。他的姨媽達莉亞·杜哈尼（Dahlia Duhaney）是牙買加4×100m接力隊的一員，該隊在1991年國際田聯世界錦標賽上獲得了金牌。他的祖父母也曾效力於牙買加國家隊，他的叔叔曾效力於馬里蘭大學足球隊。
NBA名人堂球員史蒂夫·納什是巴瑞特的教父，是與父親一起參加加拿大國家隊比賽的隊友。羅恩（Rowan Sr.）在為U19歲國家隊效力時是第一次遇到納什，很快與他成為好友。在巴雷特嬰兒時期，納什給他買了他的第一個嬰兒床。
巴瑞特可以說流利的法語，但他在2018年表示「有點生鏽」。他有一個兄弟內森（Nathan），比他小四歲。巴瑞特離開高中後，內森加入了蒙特沃德學院的預備籃球隊。

## 生涯數據

### NBA

#### 例行賽
| 賽季     | 球隊     | GP  | GS  | MPG  | FG%  | 3P%  | FT%  | RPG | APG | SPG | BPG | PPG  |
| -------- | -------- | --- | --- | ---- | ---- | ---- | ---- | --- | --- | --- | --- | ---- |
| 2019–20  | NYK      | 56  | 55  | 30.4 | .402 | .320 | .614 | 5.0 | 2.6 | 1.0 | .3  | 14.3 |
| 2020–21  | NYK      | 72* | 72* | 34.9 | .441 | .401 | .746 | 5.8 | 3.0 | .7  | .3  | 17.6 |
| 2021–22  | NYK      | 70  | 70  | 34.5 | .408 | .342 | .714 | 5.8 | 3.0 | .6  | .2  | 20.0 |
| 2022–23  | NYK      | 73  | 73  | 33.9 | .434 | .310 | .740 | 5.0 | 2.8 | .4  | .2  | 19.6 |
| 2023–24  | NYK      | 26  | 26  | 29.5 | .423 | .331 | .831 | 4.3 | 2.4 | .5  | .3  | 18.2 |
| 2023–24  | TOR      | 32  | 32  | 33.5 | .553 | .392 | .629 | 6.4 | 4.1 | .6  | .4  | 21.8 |
| 職業生涯 | 職業生涯 | 329 | 328 | 33.3 | .435 | .346 | .710 | 5.4 | 2.9 | .6  | .3  | 18.4 |

#### 季後賽
| 賽季     | 球隊     | GP | GS | MPG  | FG%  | 3P%  | FT%  | RPG | APG | SPG | BPG | PPG  |
| -------- | -------- | -- | -- | ---- | ---- | ---- | ---- | --- | --- | --- | --- | ---- |
| 2021     | NYK      | 5  | 5  | 32.3 | .388 | .286 | .800 | 7.2 | 3.0 | .8  | .4  | 14.4 |
| 2023     | NYK      | 11 | 11 | 34.3 | .433 | .328 | .769 | 4.5 | 2.8 | .8  | .2  | 19.3 |
| 職業生涯 | 職業生涯 | 16 | 16 | 33.7 | .420 | .315 | .775 | 5.9 | 2.9 | .8  | .3  | 17.8 |

### 大學
| 賽季     | 球隊     | GP | GS | MPG  | FG%  | 3P%  | FT%  | RPG | APG | SPG | BPG | PPG  |
| -------- | -------- | -- | -- | ---- | ---- | ---- | ---- | --- | --- | --- | --- | ---- |
| 2018–19  | 杜克大學 | 38 | 38 | 35.3 | 45.4 | 30.8 | 66.5 | 7.6 | 4.3 | 0.9 | 0.4 | 22.6 |
| 大學生涯 | 大學生涯 | 38 | 38 | 35.3 | 45.4 | 30.8 | 66.5 | 7.6 | 4.3 | 0.9 | 0.4 | 22.6 |

## 外部連結
- 杜克大學藍魔鬼隊（页面存档备份，存于）
- ESPN profile（页面存档备份，存于）
- FIBA profile